# Подъёмский сельсовет
Подъёмский сельсовет — сельское поселение в Пичаевском районе Тамбовской области Российской Федерации.
Административный центр — посёлок Вернадовка.

## История
Статус и границы сельского поселения установлены Законом Тамбовской области от 17 сентября 2004 года № 232-З «Об установлении границ и определении места нахождения представительных органов муниципальных образований в Тамбовской области».
В 2019 году административный центр перенесён из посёлка Совхоза «Подъём», 1-е отделение в посёлок Вернадовка.

## Население
| 2010 | 2012  | 2013  | 2014  | 2015  | 2016  | 2017  |
| ---- | ----- | ----- | ----- | ----- | ----- | ----- |
| 1274 | ↘1258 | ↘1205 | ↘1169 | ↘1110 | ↘1076 | ↘1038 |
| 2018 | 2019  | 2020  | 2021  |       |       |       |
| ↘980 | ↘951  | ↘939  | ↘922  |       |       |       |

## Состав сельского поселения
| № | Населённый пункт                | Тип населённого пункта          | Население |
| - | ------------------------------- | ------------------------------- | --------- |
| 1 | Вернадовка                      | посёлок, административный центр | ↘384      |
| 2 | Подъём                          | село                            | ↘195      |
| 3 | Совхоза «Подъём», 1-е отделение | посёлок                         | ↘459      |
| 4 | Совхоза «Подъём», 3-е отделение | посёлок                         | ↘18       |
| 5 | Таракса                         | село                            | ↘218      |